# Wamba (genre)
Pour les articles homonymes, voir Wamba.
Genre
Synonymes
- Allodipoena Bryant, 1947
- Chindellum Archer, 1950

Wamba est un genre d'araignées aranéomorphes de la famille des Theridiidae.

## Distribution
Les espèces de ce genre se rencontrent en Amérique.

## Liste des espèces
Selon World Spider Catalog (version 16.0, 02/07/2015) :
- Wamba congener O. Pickard-Cambridge, 1896
- Wamba crispulus (Simon, 1895)
- Wamba panamensis (Levi, 1959)

## Publication originale
- O. Pickard-Cambridge, 1896 : Arachnida. Araneida. Biologia Centrali-Americana, Zoology. London, vol. 1, p. 161-224 (texte intégral).